# غاري كلارك (لاعب كرة سلة)
غاري كلارك (16 نوفمبر 1994 في الولايات المتحدة - ) (بالإنجليزية: Gary Clark)‏ هو لاعب كرة سلة أمريكي في مركز هجوم قوي الجسم. لعب مع Cincinnati Bearcats ‏.

## وصلات خارجية
- غاري كلارك (لاعب كرة سلة) على موقع إن بي أي (الإنجليزية)
- غاري كلارك (لاعب كرة سلة) على موقع دوري كرة السلة الياباني للمحترفين (اليابانية)
- غاري كلارك (لاعب كرة سلة) على موقع سبورتس رفرنس (الإنجليزية)
- غاري كلارك (لاعب كرة سلة) على موقع كرة السلة الأوروبية.كوم (الإنجليزية)
- غاري كلارك (لاعب كرة سلة) على موقع إي إس بي إن.كوم (الإنجليزية)
- غاري كلارك (لاعب كرة سلة) على موقع كلية كرة السلة في سبورتس رفرنس.كوم (الإنجليزية)
- غاري كلارك (لاعب كرة سلة) على موقع ريلجم (الإنجليزية)
- غاري كلارك (لاعب كرة سلة) على موقع بروبوليرز (الإنجليزية)
- غاري كلارك (لاعب كرة سلة) على موقع سبورتس رفرنس (الإنجليزية)